# シンサンカクガイ属
シンサンカクガイ属（しんさんかくがいぞく：新三角貝属）、学名 Neotrigonia はサンカクガイ科に分類される海産の二枚貝の1属。古生代から出現し中生代に繁栄したサンカクガイ目のうちの唯一生き残っている属で、生きた化石とも称される。8種ほどが知られ、その全てがオーストラリア近海のみに生息する。タイプ種は Trigonia pectinata Lamarck, 1819 (＝ シンサンカクガイ Neotrigonia margaritacea (Lamarck, 1804)) (Cossmann による原指定)。

## 種
シンサンカクガイ属に分類される種は以下のとおり。
- Neotrigonia bednalli (Verco, 1907) ベドネルシンサンカクガイ
　西オーストラリア州、南オーストラリア州、タスマニア州
- Neotrigonia gemma Iredale, 1924 コガタシンサンカクガイ
　ビクトリア州
- Neotrigonia jacksoni Morrison, 2011 和名不詳
　西オーストラリア州
- Neotrigonia kaiyomaruae Habe & Nomoto, 1976 カイヨウマルシンサンカクガイ
　西オーストラリア州南部
- Neotrigonia lamarckii (J. E. Gray, 1838) ラマルクシンサンカクガイ
　クイーンズランド州中部～ニューサウスウェールズ州
- Neotrigonia margaritacea (Lamarck, 1804) シンサンカクガイ
　ニューサウスウェールズ州、ビクトリア州、タスマニア州
- Neotrigonia strangei (A. Adams, 1854) ウロコシンサンカクガイ
　ニューサウスウェールズ州
- Neotrigonia uniophora (Gray in Jukes, 1847) ヒメシンサンカクガイ
　クイーンズランド州

異名（シノニム）
- Neotrigonia horia Cotton, 1953 はベドネルシンサンカクガイ Neotrigonia bednalli の異名。